# Племена Арабије
Племена Арабије (арап. القبائل العربية) насељавају Арабијско полуострво хиљадама година и традиционално воде порекло од једног од два претка: Аднана, чији потомци потичу из Западне Арабије, Северне Арабије, Источне Арабије и Централне Арабије или Кахтана, чији потомци потичу из Јужне Арабије. У аврамским религијама, посебно у исламу, сматра се да арапски народ потиче од Аврама преко његовог сина Исмаила.
Од 7. века па надаље, истовремено са ширењем ислама, многи чланови ових племена почели су да мигрирају и насељавају се у различитим регионима који су покорени током раних муслиманских освајања, укључујући Левант, Месопотамију, Египат, Хузестан, Магреб, и Судан. Овај феномен је покренуо процес арабизације који је значајно утицао на демографске промене у већем делу Западне Азије и Северне Африке, кулминирајући растом арапског становништва далеко изван Арабијског полуострва.
Данас, ови региони заједно чине оно што је познато као арапски свет, искључујући Хузестан, који је, иако дом значајне арапске мањине, део иранског света. Миграције арапских племена одиграле су виталну улогу у етничкој, културној, језичкој и генетској арабизацији становништва ових региона.

## Генеалошка традиција
Општи консензус међу арапским генеалозима из 14. века је да постоје три врсте Арапа:
- Ал-Араб ал-Баида (арапски: العرب البائدة), „Изумрли Арапи“, били су древна група племена у предисламској Арабији која је обухватала Аде, Тамуде, Тасм и Џадисе, Телак (који су обухватали огранке Бану ел-Самајде) и друге. За Џадисе и Тасм се каже да су истребљени геноцидом.[10] Куран каже да је нестанак адита и самуданаца настао због њихове декаденције. Археолошка ископавања су открила натписе који помињу Ирем, некада велики град Ада.
- Ал-Араб ал-Ариба (арапски: العرب العاربة), „Чисти Арапи“, потичу од Кахтанских Арапа.[11][12]
- Ал-Араб ал-Мустарабах (арапски: العرب المستعربة), „Арабизовани Арапи“, такође познати као Аднанитски Арапи, били су потомци Исмаила, прворођеног сина Абрахама.

Племе Хавазин и племе Курејш сматрају се „Аднани Арапима”. Велики део порекла наведеног пре Мада ослања се на библијску генеалогију, тако да и даље постоје питања у вези са тачношћу овог сегмента аднанитске арапске генеалогије. Верује се да су Аднанити потомци Исмаила преко Аднана, али традиционална лоза Аднанита се не поклапа у потпуности са библијском лозом. Према арапској традицији, Аднанити се називају арабизовани јер се верује да је Исмаил говорио арамејски и египатски, а затим научио арапски од Кахтанке из Јемена којом се оженио. Дакле, Аднанити су потомци Аврама. Модерна историографија је „открила недостатак унутрашње кохерентности овог генеалошког система и показала да не налази довољно подударних доказа“.

## Предисламска историја

### Најранија позната активност
Арапска племена су се бавила номадским сточарством и пољопривредом око 6000. године пре нове ере. До око 1200. године пре нове ере, успостављена је сложена мрежа насеља и логора. Краљевства у јужном региону Арабије почела су да се формирају и цветају. Најранија арапска племена настала су од бедуина. Главни извор прихода било је опорезивање каравана, као и данак прикупљен од небедуинских насеља. Такође су зарађивали превозећи робу и људе у караванима које су вукле домаће камиле преко пустиње. Недостатак воде и сталног пашњачког земљишта захтевао је од њих да се стално селе.

### Идентитети, насеља и језици
Набатејци и Кедарити су била арапска племена на рубовима плодног полумесеца која су се проширила на Јужни Левант до 5. века пре нове ере, узрокујући расељавање Едомита. Њихови натписи су били претежно на арамејском, али се претпоставља да је њихов матерњи говорни језик био варијанта староарапског, једног од многих древних северноарапских језика, што је потврђено у натписима још из 1. века, исти период у којем се набатејска абецеда полако развила у арапско писмо до 6. века. Ово је потврђено сафаитским натписима (почев од 1. века пре нове ере) и многим арапским личним именима у другим набатејским натписима. Из отприлике другог века пре нове ере, неколико натписа из Карјат ал-Фава откривају дијалекат који се више не сматра протоарапским, већ прекласичним арапским. У Суматар Харабесију пронађено је пет сиријских натписа који помињу Арапе, од којих један датира из другог века нове ере.
Гасаниди, Лахмиди и Киндити били су последња велика миграција преисламских Арапа из Јемена на север. Гасаниди су повећали арапско присуство у Сирији, углавном су се населили у региону Хауран и проширили се на данашњи Либан, Израел, Палестину и Јордан.

### Интеракција са јеврејским племенима
Око 4. века нове ере, развило се доминантно јеврејско присуство у преисламској Арабији, са многим јеврејским клановима и племенима која су се населила око обале Црвеног мора. Средином и крајем четвртог века, Химјаритско краљевство је усвојило јудаизам, чиме се он још више проширио у региону. Немачки оријенталиста Фердинанд Вистенфелд веровао је да су Јевреји основали државу у северном Хиџазу. Куран детаљно описује ране сусрете између раних муслиманских племена и јеврејских племена у већим градовима западне Арабије, при чему се за неке кланове попут Бану Курејзе и Бану Надира каже да су имали седиште моћи у региону.

## Успон ислама и арапска освајања
Након раних муслиманских освајања у 7. и 8. веку, племена Арабије су почела да мигрирају у великом броју ван Арабијског полуострва у различите земље и регионе широм Блиског истока и Северне Африке.

### Западна Азија

#### Миграције у Левант
Уочи освајања Леванта од стране Рашидунског калифата, 634. године нове ере, становништво Сирије је углавном говорило арамејски, док је грчки био званични језик администрације. Арабизација и исламизација Сирије почеле су у 7. веку, и требало је неколико векова да се ислам, арапски идентитет и језик прошире. Арапи калифата нису покушавали да шире свој језик или религију у раним периодима освајања и формирали су изоловану аристократију. Арапи халифата су сместили многа нова племена у изолована подручја како би избегли сукоб са локалним становништвом. Халиф Осман је наредио свом гувернеру, Муавији I, да насели нова племена даље од првобитног становништва. Сиријци који су припадали монофизитским деноминацијама дочекали су Арапе са полуострва као ослободиоце.

#### Миграције у Месопотамију
Миграција арапских племена у Месопотамију почела је у седмом веку и до краја 20. века чинила је око три четвртине становништва Ирака. Велика арапска миграција у Месопотамију уследила је након муслиманског освајања Месопотамије 634. године, што је довело до пораста културе и идеала бедуина у региону. Друга арапска племенска миграција у северну Месопотамију догодила се у 10. веку када су се тамо доселили Бану Нумајр.

#### Миграције у Персију
Након арапског освајања Персије у 7. веку, многа арапска племена су се населила у различитим деловима Ирана, посебно у Хорасану и Ахвазу. Управо су арапска племена Хузестана задржала свој идентитет у језику и култури до данас, док су други Арапи, посебно у Хорасану, полако персијанизовани. Хорасански Арапи су углавном били из племена Неџди, као што је Бану Тамим.
Од 16. до 19. века дошло је до великог прилива арапских племена у Хузестан, укључујући миграцију Бану Каба и Бану Лама из арабијске пустиње. Племенска припадност је значајна карактеристика арапског становништва у Хузестану.
Накнадне арапске миграције у Иран, првенствено преко Залива, укључивале су кретање Арапа из источне Саудијске Арабије и других земаља Залива у провинције Хормозган и Фарс након 16. века. Ту спадају сунитски народи Хувала и Ацхуми, који праве компромис и са потпуно арапским и са мешовитим арапско-персијским породицама. Арапи на иранској страни Залива имају тенденцију да говоре дијалектом много ближим заливском арапском, за разлику од хузестанског арапског који је ближи ирачком арапском.

### Северна Африка

#### Миграције у Египат
Древни бедуини и номадске групе насељавали су Синајско полуострво, које се налази у Азији, још од давнина. Пре муслиманског освајања Египта, Египат је био под грчким и римским утицајем . Под Омејадским калифатом, арапски је постао званични језик у Египту уместо коптског или грчког. Халифат је такође дозволио миграцију арапских племена у Египат. Фатимидско доба је био врхунац миграција бедуинских арапских племена у Египат.

#### Миграције у Магреб
Први талас арапске имиграције у Магреб почео је освајањем Магреба у 7. веку, миграцијом седентарних и номадских Арапа у Магреб са Арабијског полуострва. Арапска племена попут Бану Музаина су мигрирала, а арапски муслимани у региону имали су већи утицај на културу Магреба него освајачи региона пре и после њих. Главна миграција арапских племена у регион догодила се у 11. веку када су племена Бану Хилал и Бану Сулејм, заједно са другима, послати од стране Фатимида да поразе берберску побуну, а затим се населе на Магребу. Ова племена су у великом броју напредовала све до Марока, доприносећи обимнијој етничкој, генетској, културној и језичкој арабизацији у региону. Арапска племена Макил су мигрирала на Магреб век касније, па чак и имигрирала на југ у Мауританију. Бени Хасан је победио и Бербере и Африканце у региону, потискујући их ка југу до реке Сенегал, док су се арапска племена населила у Мауританији. Арапски потомци првобитних арапских досељеника који и даље говоре арапски као матерњи језик тренутно чине највећу популациону групу у Северној Африци.

#### Миграције у Судан
У 12. веку, арапско племе Џа'алин мигрирало је у Нубију и Судан и раније је насељавало земљу на обе обале Нила од Картума до Абу Хамада. Они воде порекло од Абаса, ујака исламског пророка Мухамеда. Они су арапског порекла, али сада мешане крви углавном са Нилосахарцима и Нубијцима. Друга арапска племена су мигрирала у Судан у 12. веку и склапала бракове са староседелачким становништвом, формирајући суданске Арапе. Године 1846, многи арапски Рашаиди су мигрирали из Хиџаза у данашњој Саудијској Арабији у данашњу Еритреју и североисточни Судан, након што су у њиховој домовини избили племенски ратови. Рашаида из Судана и Еритреје живи у непосредној близини народа Беџа. Велики број Бани Рашида се такође налази на Арабијском полуострву. Они су у сродству са племеном Бану Абс.

## Велике лобање Арабије
Према арапским традицијама, племена су подељена у различите одељке који се називају арапске лобање (جماجم العرب), што је термин дат групи племена Арабијског полуострва, која су описана у традиционалном обичају снаге, обиља, победе и части. Више њих се разгранало, што је касније постало независна племена (подплемена). Зову се „Лобање“ јер се сматра да је лобања најважнији део тела, а већина арапских племена потиче од ових главних племена.
Та племена су:
- Бану Бакр – има потомке у Арабији и Ираку од 3700. године пре нове ере.[46]
- Кинана – има потомке у Арабији, Ираку, Египту, Судану, Палестини, Тунису, Мароку, Сирији и Јемену.[47]
- Хавазин – има потомке у Арабији, Либији, Алжиру, Мароку, Судану и Ираку.[48][49][50]
- Бану Тамим – има потомке у Арабији, Ираку, Ирану, Палестини, Алжиру и Мароку[51]
- Азд – има потомке у Арабији, Ираку, Леванту и Северној Африци.[52]
- Гатафан – има потомке у Арабији и Магребу.[53]
- Мадхиџ – има потомке у Арабији, Сирији и Ираку.[54][55]
- Бану Абдул Кајс – има потомке у Арабији.
- Кајс – има потомке у Арабији, Сирији и Ираку.[54][55]
- Бану Куда – има потомке у Арабији, Сирији и Северној Африци.